# Кенни Маккормик
Ке́нни Макко́рмик (англ. Kenny McCormick, иногда англ. McKormick) — персонаж мультсериала «Южный Парк», лучший друг Эрика Картмана. Борец за права чернокожих. Кенни один из главных персонажей в сериале, наряду с его друзьями, Стэном Маршем, Кайлом Брофловски и Эриком Картманом. Кенни дебютировал на телевидении, когда «Южный Парк» впервые вышел в эфир 13 августа 1997 года, после того, как впервые появился в короткометражках Дух Рождества, созданных Мэттом Стоуном и его давним другом Треем Паркером в 1992 году (Иисус против Фрости) и 1995 году (Иисус против Санты).
Кенни ученик третьего, потом четвёртого класса, и ему часто приходится переживать необычные приключения, не свойственные обычной провинциальной жизни в родном городе Саус-парк, штат Колорадо, где он живёт вместе со своей бедной семьёй. Кенни анимирован на компьютере, однако в мультфильме анимация выполнена в стиле картинок, вырезанных из бумаги. Его неразборчивые реплики являются результатом того, что капюшон его куртки закрывает его рот, их озвучиванием занимается один из создателей шоу Мэтт Стоун. Кенни также появляется в полнометражном фильме «Южный Парк: Большой, длинный, необрезанный», вышедшем в 1999 году, в котором можно увидеть его лицо и услышать его голос, также он широко представлен на различных товарах, связанных с мультсериалом.
Наиболее распространённой повторяющейся шуткой в течение первых пяти сезонов сериала было то, что Кенни постоянно погибал, после чего на его тело прибегала стая крыс, а затем возвращался живым и здоровым в следующем эпизоде, причём практически без однозначных объяснений. Стэн часто восклицал коронную фразу: «Господи, они убили Кенни! (англ. Oh my God! They killed Kenny!)». Затем Кайл: «Сволочи! (англ. You bastards!)». Данная практика была прекращена создателями шоу в шестом сезоне в 2002 году. Различные критики опубликовали множество толкований данной повторяющейся шутки с философской и социальной точек зрения. Создатели мультсериала в разных эпизодах представили ряд объяснений «бессмертию» Кенни.

## Роль в Южном парке
Кенни учится в Начальной школе Саус-парка в четвёртом классе под руководством мистера Гаррисона. В течение первых 58 эпизодов Кенни и другие основные персонажи были в третьем классе. Кенни выходец из бедной семьи, его отец, Стюарт Маккормик, жесток, безработен и страдает алкоголизмом. Его мать, Кэрол Маккормик, работает посудомойкой в Olive Garden. У Кенни есть старший брат по имени Кевин. У него также есть младшая сестра, показанная с семьёй в серии «Лучшие друзья навсегда», однако следующее появление происходит только в эпизоде «Бедный ребёнок», в котором выясняется, что её зовут Карэн и Кенни её очень любит. Друзьями Кенни являются Стэн и Кайл, он называл их «лучшими друзьями, которых можно представить» и также он поддерживает дружбу с Эриком Картманом, правда, исключительно из жалости. Кенни регулярно дразнят за то, что его семья живёт в бедности, особенно Картман.
У Кенни есть альтер эго в виде супергероя Мистериона, который впервые появился в серии «Енот» в качестве конкурента одноимённого супергероя, альтер эго Эрика Картмана. Он демаскирует себя в конце эпизода, но его личность остаётся неизвестной. То, что это Кенни, выясняется в серии «Восхождение Мистериона».

## Смерть
До шестого сезона Кенни умирал почти в каждом эпизоде. Природа его смертей была ужасна и часто изображалась в комично-абсурдной манере, сопровождаясь в большинстве случаев криками Стэна и Кайла «Господи, они убили Кенни!» и «Сволочи!». Вскоре после этого обычно появлялись крысы и начинали есть его труп. В следующем эпизоде Кенни вновь появлялся живым и здоровым, как правило, без каких-либо объяснений. Большинство персонажей к данному событию невнимательны или равнодушны, хотя иногда они его осознают. В серии «Тампоны из волос чероки» Кенни раздражается и обижается, когда Стэн жалуется на критическое состояние Кайла, совершенно игнорируя прошлые смерти Кенни. Эрик Картман прокомментировал смерть Кенни в эпизоде «Картманлэнд», когда он является ответчиком в суде за небезопасные аттракционы, сказав адвокатам, представляющим семью погибшего: «Да Кенни всё время дохнет!»
Ближе к концу пятого сезона Паркер и Стоун придумали специальный эпизод, в котором Кенни был бы убит окончательно. Аргументация в пользу этой идеи была в том, чтобы по-настоящему удивить поклонников и чтобы дать важную роль для Баттерса Стотча, нового персонажа, чья популярность росла у зрителей мультсериала. В эпизоде «Кенни умирает» Кенни умер из-за неизлечимой мышечной дистрофии и Паркер и Стоун утверждали, что Кенни не будет возвращаться в последующих эпизодах. Они настаивали, что им просто надоела традиция, когда Кенни умирал в каждой серии. Стоун заявил, что разные юмористические способы убить персонажа поначалу были забавны, но стали более обыденными по мере развития сериала. Они решили, что слишком сложно развивать персонажа, потому что «он как пропеллер», и поэтому Паркер и Стоун наконец решили убить Кенни навсегда.

[«Кенни умирает»] был единственным эпизодом, где [все персонажи] заботились [об умирающем] единственный раз. После этого мы сказали: «Почему бы нам просто не оставить его мёртвым?» Мы подумали и решили: «Хорошо, давай сделаем это». Это было простое решение. Я думаю, много людей, наверное, не заметили этого. Я не переживал по этому поводу. Я так устал от этого персонажа. Knoxville News-Sentinel
В течение большой части шестого сезона Кенни оставался мёртвым, но Стоун и Паркер загорелись идеей в итоге вернуть персонажа обратно. Согласно Стоуну, лишь незначительное меньшинство фанатов были значительно возмущены тем, что Кенни отсутствовал, и угрожали бойкотировать кабельный канал Comedy Central, на котором «Южный Парк» выходит в эфир. В течение большей части сезона Стэн, Кайл и Картман заполняли пустоту, оставленную Кенни, позволяя персонажам Баттерса Стотча и Твика Твика присоединиться к своей группе, тем самым позволяя им получить значительно большую роль в шоу. Тем не менее Кенни вернулся после годичного отсутствия в финале шестого сезона в серии «Убить Санта-Клауса» и так и остался главным героем, и ему было уделено больше внимания в следующих сериях. Его персонаж перестал умирать каждую неделю, хотя он иногда гибнет в некоторых сериях после его возвращения.
Первое объяснение способности Кенни умирать, а затем появляться вновь и вновь было показано в серии «Картман вступает в NAMBLA», в котором у Маккормиков рождался ребёнок, такой же как Кенни, включая характерную оранжевую куртку, вскоре после того как экс-Кенни погибает. Господин Маккормик восклицает: «Боже, это, должно быть, в пятидесятый раз уже произошло», но миссис Маккормик поправляет его: «пятьдесят второй». Это объяснение было расширено в эпизодах «Енот 2: Послевидение», «Восхождение Мистериона» и «Енот против Енота и друзей», в которых Кенни, играя в супергероев со своими друзьями, утверждает, что его «супер силой» является бессмертие. Он умирает несколько раз во время этих эпизодов, например даже кончает с собой, но каждый раз просыпается в своей постели после этого. Он раздражён и зол, что никто не может вспомнить, как он умирает каждый раз, как он воскресает, и жаждет знать источник его силы. Незаметно для него его родители ранее вступили в секту поклонников Ктулху с почитанием культа смерти. После того Кенни стреляет в себя, миссис Маккормик просыпается с воплем, крича: «Это происходит снова!», и минуту спустя она укладывает новорождённого Кенни в свою постель. «Мы не должны были ходить на это дурацкое собрание», — говорит она, вместе с мужем возвращаясь в постель.

## Персонаж

### Создание и дизайн

Кенни впервые показывает своё лицо в фильме «Южный Парк: Большой, длинный, необрезанный»

При разработке персонажа создатели мультфильма обратили внимание, что большинство групп друзей в детстве из среднего класса малых городов всегда включает в себя «одного бедного ребёнка», поэтому решили изобразить Кенни в этом качестве. Безымянный предшественник Кенни впервые появился в короткометражках под названием «Дух Рождества», первая, названная «Иисус против Фрости», была создана Паркером и Стоуном в 1992 году, когда они учились в университете Колорадо. Персонаж был сделан из плотной бумаги и анимирован путём использования технологии покадровой киносъёмки. Спустя три года Брайан Грэден заказал сделать ещё одно видео в виде рождественской открытки, которую он мог бы разослать друзьям. Паркер и Стоун создали другой аналогично анимированный мультфильм, который назвали «Иисус против Санты». В этих короткометражках впервые появляется и получает своё имя Кенни. Очередное появление Кенни состоялось 13 августа 1997 года, когда «Южный Парк» дебютировал на канале Comedy Central с эпизодом «Картман и анальный зонд».
Согласно традиционному стилю перекладной анимации, принятому в мультсериале, Кенни состоит из простых геометрических форм и основных цветов. Из-за этого диапазон его движений ограничен, персонаж в основном показан только с одного угла, из-за особенностей анимации его движения часто отрывисты. Со второго эпизода «Набор веса 4000» (первый сезон, 1997 год) Кенни, как и все другие персонажи в мультсериале, был анимирован с помощью программного обеспечения, хотя он изображался таким образом, чтобы создать впечатление, что создатели шоу по-прежнему используют свою оригинальную методику.

Кенни/Мистерион, разоблачённый в конце эпизода Енот. Из-за особенностей анимации, что это именно Кенни, становится понятно в эпизоде Восхождение Мистериона.

Реплики Кенни записываются Мэттом Стоуном. Когда он говорит, прикрывая рот рукой, записанный звук затем редактируется с помощью программного обеспечения Pro Tools, чтобы сделать голос более похожим на ученика четвёртого класса. Подразумевается, что реплики Кенни, которые не разобрать из-за его капюшона, во многих случаях очень вульгарны и сексуально откровенны — особенно длительные, которые в основном являются импровизацией Стоуна.
Впервые Кенни появляется без капюшона в фильме «Южный Парк: Большой, длинный, необрезанный», где выясняется, что у него растрёпанные золотистые волосы. Этот момент в фильме озвучивает Майк Джадж, его голосом Кенни говорит: «До свидания, ребята». Несколько раз во время эпизодов, которые транслировались после выхода фильма, он также был замечен без капюшона. Однако в отличие от фильма всё его лицо нельзя было увидеть, так как оно было частично закрыто или иным образом изменено (например были обриты волосы). Он также членораздельно говорит в некоторых из этих случаев, в этом случае сопродюсер шоу Эрик Стоф озвучивает Кенни. Начиная с эпизода «Енот» в 13-м и 14-м сезоне Кенни также выступает в роли персонажа Мистериона.

### Личность и черты характера
Хотя большинство персонажей-детей из данного сериала сквернословят, Кенни использует более крепкие выражения. Паркер и Стоун утверждают, что они изображают Кенни и его друзей в этой манере для того, чтобы показать, как дети говорят, когда они одни. Кенни часто циничен и груб, Паркер отмечал, что это является «фишкой» персонажа. Журнал Time описал Кенни и его друзей как «иногда жестоких, но с невинным сердцем». Кенни в восторге от туалетного юмора и высмеивания телесных функций, его любимым шоу является шоу Терренса и Филлипа, канадского дуэта, чьи комедийные номера из шоу в шоу вращаются вокруг испускания газов. Также в мультфильме показано, что Кенни желает заняться сексом и в эпизоде «Кольцо» заводит себе подружку и очень рад, когда выясняется, что она имеет репутацию шлюхи. Кенни очень развратен, и в мультфильме часто изображается, как он делает и говорит гадости в попытке произвести впечатление на других или заработать деньги. Его альтер эго, Мистерион, наоборот кажется зрелым, принципиальным и серьёзным, за исключением одного случая в эпизоде «Восхождение Мистериона», в котором он не отказывает себе в удовольствии позлить Картмана. В виде Мистериона Кенни убеждает своих родителей лучше заботиться о себе и своих детях и наблюдает за их реакцией, когда он спрашивает их о культе Ктулху. Он также использует свою маскировку, чтобы защитить свою сестру Карен (которая относится к Мистериону как к своему «ангелу-хранителю»), что показано в эпизоде «Бедный ребёнок». Несмотря на свои недостатки характера во всех своих ипостасях, Кенни обычно изображается как человек на редкость бескорыстный, он даже умирает ради других.
Когда ребята, герои сериала, играют в ролевые игры, показано, что Кенни предпочитает играть в качестве героя женского пола. Это было впервые обнаружено в серии «Чёрная пятница» и продолжалось в эпизодах «Песнь зада и пламени» и «Сиськи и Драконы». На протяжении всех трёх эпизодов Кенни носил платье и парик, изображая фэнтезийную принцессу, похожую на персонажа видеоигр Принцессу Зельду. В какой-то момент он становится похож на персонажа моэ аниме и начинает говорить по-японски. Когда Картман ругается, говоря: «Ты никогда не будешь настоящей принцессой», принцесса Кенни в ответ (согласно её переводчику, Стэну) сердито обзывает Картмана, называя его лесбиянкой. Это также было изображено в видеоигре South Park: The Stick of Truth. Сестра Кенни также называет брата, используя местоимение женского рода, когда игрок говорит с ней в доме Маккормиков. На протяжении всей игры Кенни подразумевает себя как «самого симпатичного из всех», называя себя в женском роде.

## Культурное влияние
Смерти Кенни хорошо известны в популярной культуре и были одной из ассоциаций, с которой зрители обычно связывали «Южный Парк» во время ранних сезонов. Восклицание Господи! Они убили Кенни! быстро стало популярным слоганом, также Кенни и эта фраза часто появляются на некоторых наиболее популярных товарах, связанных с Южным Парком, включая футболки, наклейки на бампер, календари и бейсболки. Также она вдохновила на песню в стиле рэп «Кенни умер» исполнителя Master P, которая вышла на альбоме Chef Aid: The South Park Album. Песня под названием «Они убили Кенни» есть и у российской группы Слот.
Повторяющаяся шутка насчёт смерти Кенни в предыдущих сезонах была использована в девятом сезоне в эпизоде «Лучшие друзья навсегда», когда Кенни находился в вегетативном состоянии и его жизнь поддерживалась с помощью питательной трубки, в то время как в средствах массовой информации разразилась дискуссия, следует ли отключить трубку, позволив Кенни умереть. Серия удостоилась общественного внимания в связи с делом Терри Шайво и впервые вышла в эфир всего за один день до её смерти. За данный эпизод «Южный Парк» получил свою первую премию Эмми за лучшую мультипликационную программу.
Смерти Кенни были подвергнуты критическому анализу в СМИ и литературном мире. В книге «Южный Парк» и философия: больше, длиннее и проницательнее профессор философии доктор Рэнделл Ауксьер из Университета Южного Иллинойса является автором главы под названием: Убийство Кенни: наша ежедневная доза смерти. В ней он говорит о том, что повторяющаяся шутка служит для того, чтобы помочь зрителю примириться с неизбежностью его собственной смерти. В книге «Южный Парк» и философия: Знаете, сегодня я кое-чему научился профессор Кэрин Фрай из Университета Висконсина–Стивенс-пойнт написал главу о параллелях между ролью Кенни в шоу и различными концепциями экзистенциализма.
Когда Софи Рутшманн из университета Страсбурга обнаружила мутантный ген, из-за которого взрослая плодовая муха умирает в течение двух дней, после того как заражается определёнными бактериями, она назвала ген «Кенни» в честь персонажа.

## В других медиа
Кенни играл одну из главных ролей в фильме «Южный Парк: Большой, длинный, необрезанный», полнометражном фильме по мотивам сериала, и также присутствует на саундтреке к фильму, где он поёт (хотя и приглушённо) несколько строк из песни «Горный город». В виде дани уважения к скетчу «Мёртвый попугай» BBC выпустила короткометражку, показывающую диалог Картмана и Кайла в магазине по поводу их «мёртвого друга», которым является Кенни. Она вышла в 1999 году в ознаменование 30-летия «Летающего цирка Монти Пайтона». Кенни был также показан в документальном фильме «Аристократы», где он слушает как Картман рассказывает свою версию главной шутки в фильме, и в короткометражке «The Gauntlet», пародии на фильмы «Гладиатор» и «Поле битвы: Земля», показанной на церемония вручения кинонаград канала MTV в 2000 году.
Кенни также появляется в видеоиграх, связанных с Южным парком: в игре South Park Кенни контролируется игроком, который в режиме шутера от первого лица пытается отогнать врагов, терроризирующих город. В South Park: Chef’s Luv Shack пользователь имеет возможность играть за Кенни, принимая участие в нескольких «мини-играх», основанных на разных популярных аркадах. В гоночной игре South Park Rally пользователь может играть за Кенни против других пользователей либо в однопользовательском режиме играть за другого персонажа, выбрав для него место в каком-либо из различных транспортных средств. В South Park Let's Go Tower Defense Play! Кенни можно выбрать в качестве играбельного персонажа, используя его для установления башен обороны против антагонистов в игре. В игре South Park: The Stick of Truth Кенни доступен в качестве напарника. Он же является и финальным боссом игры. Примечательно то, что, прежде чем Кенни умрёт окончательно, игроку необходимо победить его несколько раз.